# Gare de Myyrmäki
La gare de Myyrmäki (en finnois : Myyrmäen rautatieasema, en suédois : Myrbacka) est une gare ferroviaire située dans le quartier Myyrmäki à Vantaa en Finlande.

## Service des voyageurs

### Accueil

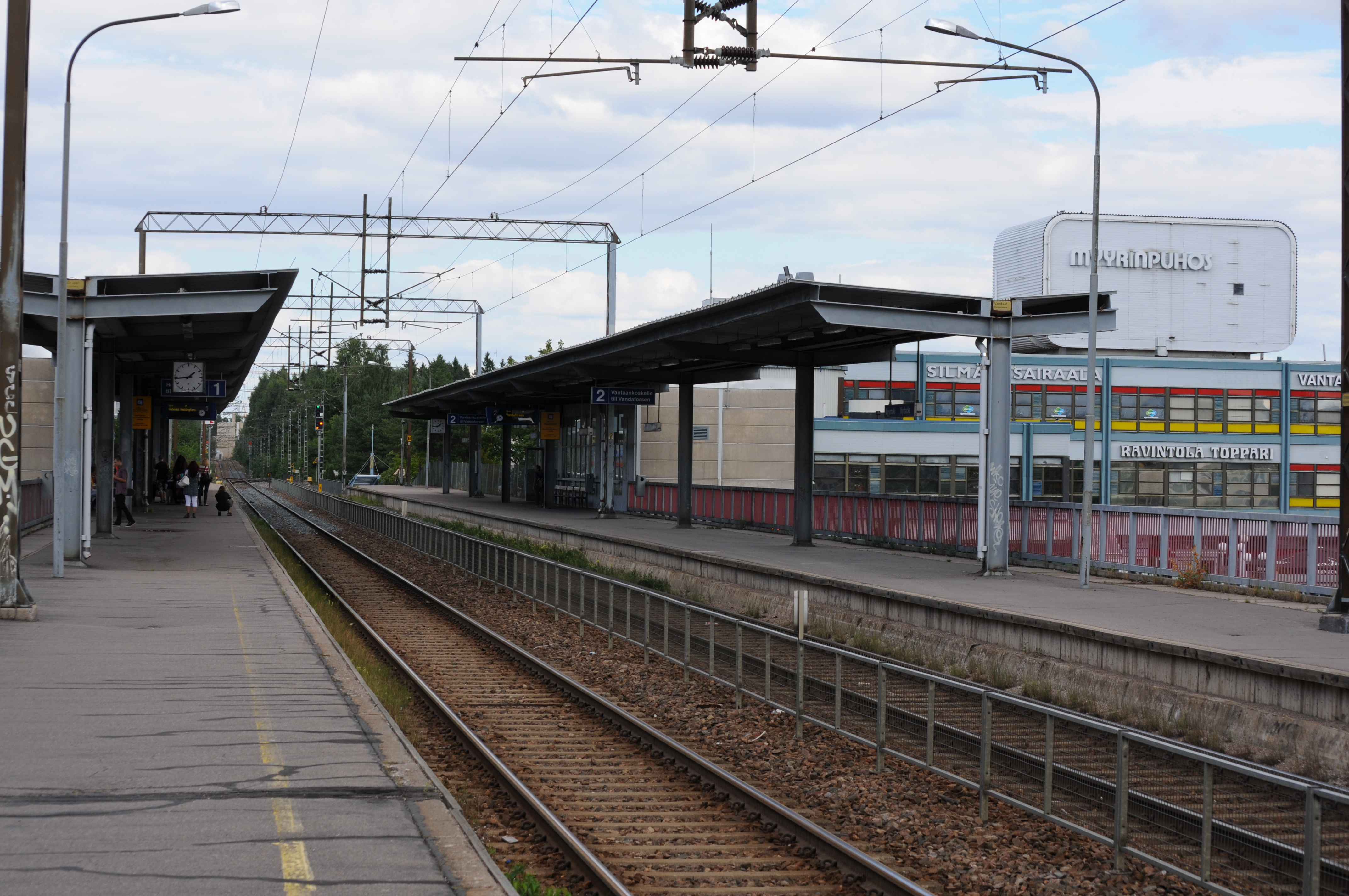
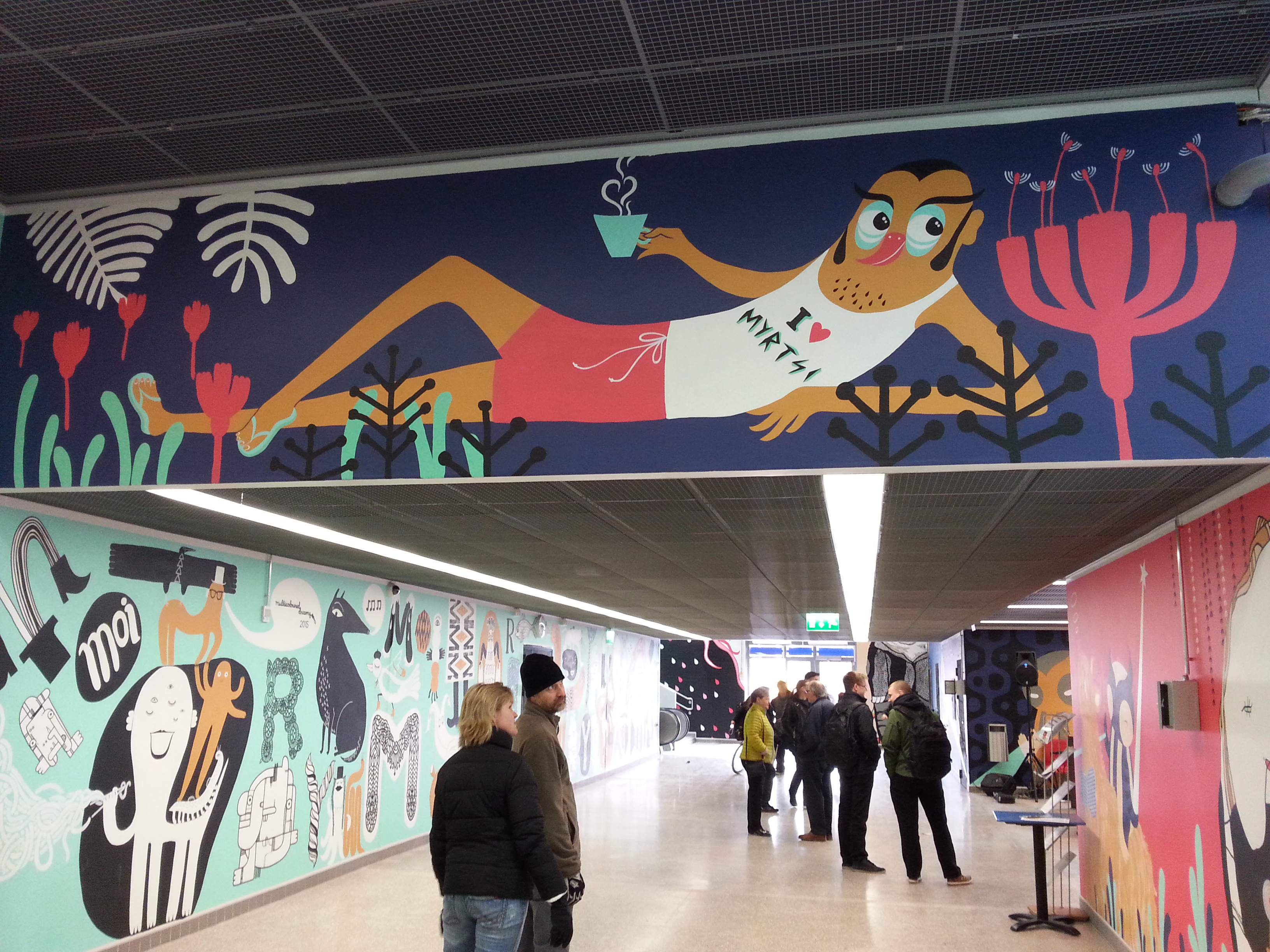
L'intérieur de la gare.
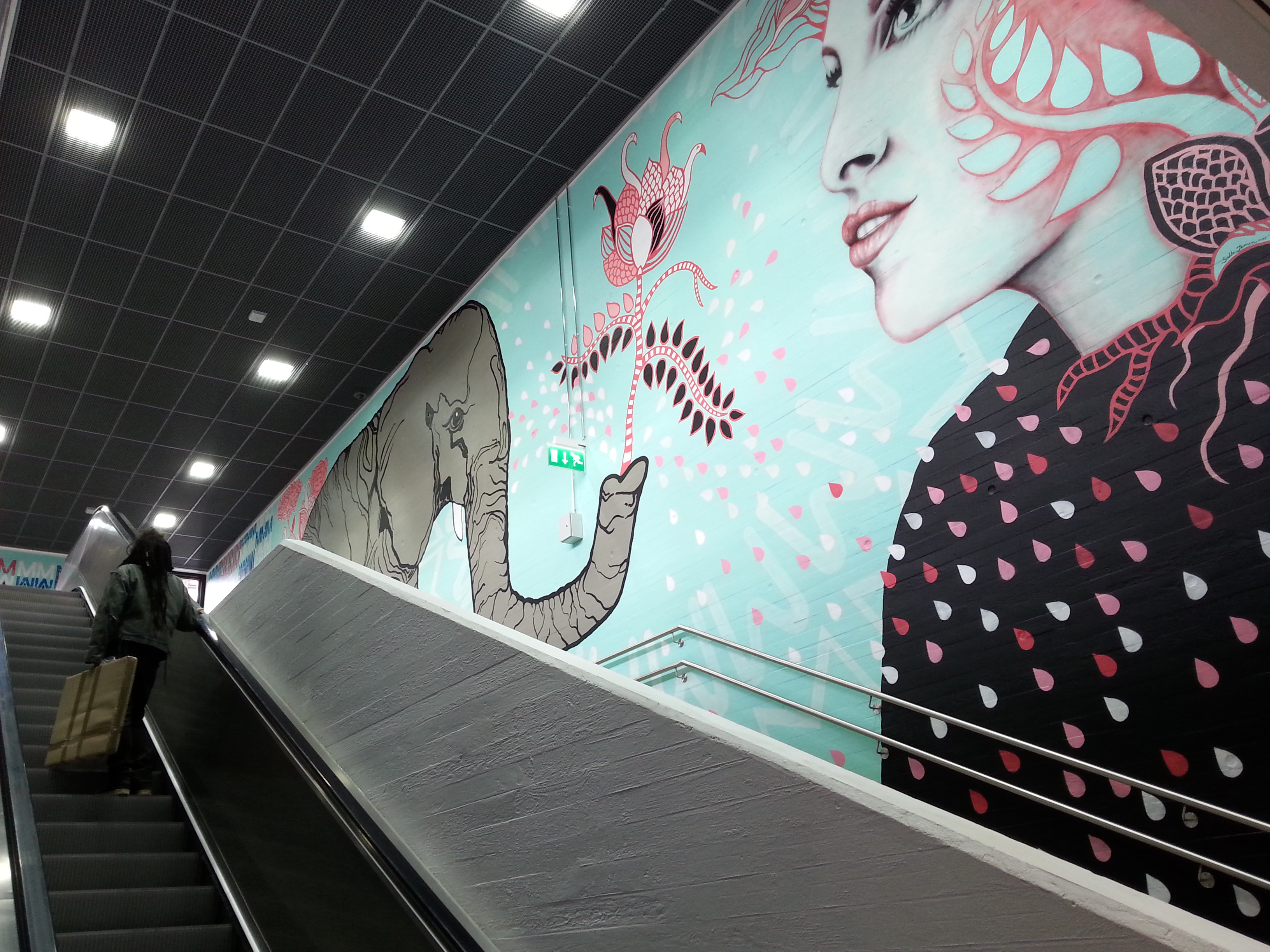
L'escalier de l'Ouest.

### Desserte
La gare de Myyrmäki est desservie par  Trains :
- I (Helsinki–Tikkurila–Aéroport–Huopalahti–Helsinki)

- P (Helsinki–Huopalahti–Aéroport–Tikkurila–Helsinki)

### Intermodalité
La gare est desservie par les bus de la région d'Helsinki: 39, 311, 335, 335B, 335T, 411, 412, 415N, 431N, 436N, 510B, 565, 571, 572, 572K, 574 et par les lignes Runkolinja 510 et Runkolinja 560.